# Bige Önal
Bige Önal (ur. 1 lutego 1990) – turecka aktorka.

## Życiorys
Jej ojciec Erhan Önal był piłkarzem, który grał dla Galatasaray SK, a matka Mine Baysan modelką. Jej rodzice rozwiedli się, gdy miała 9 lat. Po szkole średniej Saint-Benoît, ukończyła studia na Stambulskim Uniwersytecie Bilgi.
Jej debiut aktorski miał miejsce w 2010 roku, gdy zagrała w serialu Elde Var Hayat. Ponadto wystąpiła w takich serialach jak Wspaniałe stulecie i Sen Çal Kapimi oraz produkcjach Netflixa The Protector i Etos.

## Filmografia
| Rok       | Tytuł                   | Rola         |
| --------- | ----------------------- | ------------ |
| 2010      | Elde Var Hayat          | Yeliz        |
| 2010      | Halil İbrahim Sofrası   | Didem        |
| 2011–2012 | Wspaniałe stulecie      | Rita         |
| 2014      | Yasak                   | Justine      |
| 2014      | Benim Adım Gültepe      | Nazlı        |
| 2015      | Maral: En Güzel Hikayem | Alara Görkem |
| 2016      | Göç Zamani              | Didem        |
| 2017      | Co było, to było        | Gizem        |
| 2017      | Bodrum Masalı           | Lal          |
| 2018      | Tehlikeli Karım         | Seda Çelik   |
| 2018-2019 | Bozkır                  | Tülay        |
| 2020      | The protector           | Berrin       |
| 2020-2021 | Sen Çal Kapımı          | Selin Atakan |
| 2020      | Etos                    | Hayrunnisa   |

| Rok  | Tytuł               | Rola        |
| ---- | ------------------- | ----------- |
| 2017 | Martıların Efendisi | Rüya/Birgül |